# Sipanea veris
Sipanea veris är en måreväxtart som beskrevs av Spencer Le Marchant Moore. Sipanea veris ingår i släktet Sipanea och familjen måreväxter. Inga underarter finns listade i Catalogue of Life.